# ジャイルズ・スミス
ジャイルズ・スミス（Giles Smith、1991年11月28日 - ）は、アメリカ合衆国・メリーランド州ボルチモア出身の黒人男子競泳選手。2015年パンアメリカン競技大会100mバタフライの金メダリスト、4×100mメドレーリレーの銀メダリスト。4×50yメドレーリレーの元短水路アメリカ記録保持者。

## 経歴
両親のハロルド（Harold）とマーシャ（Marcia）の下、メリーランド州ボルチモアの黒人が大多数を占める地域で育ったスミスは、選手の大半が黒人というボルチモア・シティ・スイム・クラブ（Baltimore City Swim Club）で7歳から競泳を始めた。

### 高校時代
マクドノー高校（McDonogh School）時代には、オール・アメリカンに5度選出され、メリーランド州記録を14度樹立した。また、50y自由形において、ジョー・ヒューデポールが保持していたアメリカ・インデペンデント・スクール記録（20秒01）を更新する19秒74をマークし、ボルチモアの高校生で初めて20秒の壁を破った。

### テネシー大学時代
50を超える大学から奨学金のオファーを受け、最終的にテネシー大学に進学すると、1年目からNCAAオール・アメリカンやオール・SECフレッシュマン・ファーストチームに選出された。しかし、キャリアで初めてタイムを縮めることができず不本意なシーズンを過ごしたスミスは、コーチ陣と性格が合わなかったこともあり、別の環境を求めて転校した。

### アリゾナ大学時代
チームの雰囲気が素晴らしかったこと、世界最高のスプリントコーチの一人であるリック・デモントの下でトレーニングをしたかったことから、アリゾナ大学に移ったが、最初のシーズンはNCAAの規定により欠場を余儀なくされた。アリゾナ大学の3年間でNCAAオール・アメリカンに15度選出され、NCAAチャンピオンに2度、Pac-12チャンピオンに3度輝いた。また、ケビン・コーデスらと共に4×50yメドレーリレーで短水路アメリカ記録を樹立したほか、ユニバーシアードのアメリカ代表に選出され国際大会を経験した（後述）。
アリゾナ大学でジャーナリズムを専攻していたスミスは学業も優秀で（GPAは3.56）、文武両道の生徒に贈られるPac-12男子スカラー・アスリート・オブ・ザ・イヤー（水泳部門）を受賞したほか、Pac-12オールアカデミックチームやCSCAAスカラー・オール・アメリカンにも選出された｡

### 2013年ユニバーシアード
2013年7月、カザンで開催されたユニバーシアードに出場。唯一の個人種目となった50mバタフライは準決勝12位（24秒16）に終わり、決勝進出に0秒10及ばなかった。4×100mフリーリレーは予選を泳いだ第2泳者の中で2番目に速い49秒18をマークし、全体2位での決勝進出に貢献した。しかし、第4泳を務めた決勝では49秒52と予選よりもタイムを落とし、順位を3位から4位に下げてしまいメダルを0秒96差で逃した。4×100mメドレーリレーでは予選を泳いだ第3泳者の中で2番目に速い52秒42をマークし、全体3位での決勝進出に貢献した。スミスは予選のみの出場に終わったが、アメリカは銅メダルを獲得したため予選を泳いだスミスもメダルを手にした。

### 2014年全米選手権
2014年12月、グリーンズボロで開催された冬季全米選手権（短水路）に出場。100yバタフライを44秒99で制し、自身初の全米選手権タイトルを獲得した。

### 2015年パンアメリカン競技大会
2015年7月、トロントで開催されたパンアメリカン競技大会に出場。100mバタフライの予選を全体1位（52秒13）で突破すると、決勝ではカイオ・アルメイダが2007年リオデジャネイロ大会で樹立した大会記録（52秒05）を52秒04に塗り替え、サンティアゴ・グラシ（52秒09）やサント・コンドレリ（52秒42）を抑えてパンアメリカンタイトルを獲得した。この大会記録は2019年リマ大会でルイス・マルティネスによって51秒44に塗り替えられた。4×100mメドレーリレーでは決勝のみ出場すると、決勝の第3泳者の中で2番目に速い51秒85をマークし、ブラジルに0秒95及ばず優勝は逃すも銀メダル獲得に貢献した。

## 人物
- スミスが子供の頃はマリッツァ・コレイアやカレン・ジョーンズがオリンピックでメダルを獲得する前ということもあり、尊敬できるアフリカ系アメリカ人の競泳選手がおらず、スポーツ選手のロールモデルはバスケットボール選手のコービー・ブライアントだったという。そのため、自分自身が黒人の子供たちのロールモデルになることを目指した[14][15][16]。

## 成績

### 主要国際大会
世界水泳連盟のウェブサイト参照
| 年                 | 大会                   | 場所               | 種目                 | 結果               | 記録               | 泳順               | 備考               |
| アメリカ合衆国代表 | アメリカ合衆国代表     | アメリカ合衆国代表 | アメリカ合衆国代表   | アメリカ合衆国代表 | アメリカ合衆国代表 | アメリカ合衆国代表 | アメリカ合衆国代表 |
| ------------------ | ---------------------- | ------------------ | -------------------- | ------------------ | ------------------ | ------------------ | ------------------ |
| 2013               | ユニバーシアード       | カザン             | 50mバタフライ        | 準決勝12位         | 24秒16             |                    |                    |
| 2013               | ユニバーシアード       | カザン             | 4x100mフリーリレー   | 4位                | 3分17秒60          | 4泳                |                    |
| 2013               | ユニバーシアード       | カザン             | 4x100mメドレーリレー | 予選3位            | 3分38秒03          | 3泳                | [ 注釈 1 ]         |
| 2015               | パンアメリカン競技大会 | トロント           | 100mバタフライ       | 金メダル           | 52秒04             |                    |                    |
| 2015               | パンアメリカン競技大会 | トロント           | 4x100mメドレーリレー | 銀メダル           | 3分33秒63          | 3泳                |                    |

### 全米オリンピック選考会
| 年   | 場所   | 種目           | 結果     | 記録   | 備考 | 脚注   |
| ---- | ------ | -------------- | -------- | ------ | ---- | ------ |
| 2012 | オマハ | 100m自由形     | 予選50位 | 50秒75 |      | [ 18 ] |
| 2012 | オマハ | 100mバタフライ | 8位      | 52秒67 |      | [ 18 ] |
| 2016 | オマハ | 100mバタフライ | 8位      | 53秒56 |      | [ 19 ] |

### 大学の主要大会
yはヤードを意味する。全て短水路の記録。
| 年           | 大会         | 場所                 | 種目                 | 結果         | 記録         | 泳順         | 備考         | 脚注         |
| テネシー大学 | テネシー大学 | テネシー大学         | テネシー大学         | テネシー大学 | テネシー大学 | テネシー大学 | テネシー大学 | テネシー大学 |
| ------------ | ------------ | -------------------- | -------------------- | ------------ | ------------ | ------------ | ------------ | ------------ |
| 2010         | SEC選手権    | アセンズ             | 50y自由形            | 予選21位     | 20秒15       |              |              | [ 20 ]       |
| 2010         | SEC選手権    | アセンズ             | 100y自由形           | 予選18位     | 44秒20       |              |              | [ 20 ]       |
| 2010         | SEC選手権    | アセンズ             | 100yバタフライ       | B決勝1位     | 47秒06       |              |              | [ 20 ]       |
| 2010         | SEC選手権    | アセンズ             | 4x50yフリーリレー    | 5位          | 1分18秒88    | 3泳          |              | [ 20 ]       |
| 2010         | SEC選手権    | アセンズ             | 4x50yメドレーリレー  | 4位          | 1分26秒09    | 4泳          |              | [ 20 ]       |
| 2010         | NCAA選手権   | コロンバス           | 50y自由形            | 予選51位     | 20秒35       |              |              | [ 21 ]       |
| 2010         | NCAA選手権   | コロンバス           | 100yバタフライ       | 予選34位     | 47秒71       |              |              | [ 21 ]       |
| 2010         | NCAA選手権   | コロンバス           | 4x50yフリーリレー    | 予選11位     | 1分18秒49    | 1泳          | [ 注釈 2 ]   | [ 21 ]       |
| 2010         | NCAA選手権   | コロンバス           | 4x200yフリーリレー   | 予選16位     | 6分31秒82    | 2泳          |              | [ 21 ]       |
| アリゾナ大学 |              |                      |                      |              |              |              |              | [ 21 ]       |
| 2012         | Pac-12選手権 | イーストロサンゼルス | 50y自由形            | C決勝8位     | 20秒71       |              |              | [ 22 ]       |
| 2012         | Pac-12選手権 | イーストロサンゼルス | 100yバタフライ       | 4位          | 46秒90       |              |              | [ 22 ]       |
| 2012         | Pac-12選手権 | イーストロサンゼルス | 200yバタフライ       | B決勝8位     | 1分51秒44    |              |              | [ 22 ]       |
| 2012         | Pac-12選手権 | イーストロサンゼルス | 4x50yフリーリレー    | ―            | 1分20秒49    | 1泳          |              | [ 22 ]       |
| 2012         | Pac-12選手権 | イーストロサンゼルス | 4x100yフリーリレー   | 6位          | 2分57秒29    | 2泳          |              | [ 22 ]       |
| 2012         | Pac-12選手権 | イーストロサンゼルス | 4x50yメドレーリレー  | 銅メダル     | 1分25秒60    | 3泳          |              |              |
| 2012         | Pac-12選手権 | イーストロサンゼルス | 4x100yメドレーリレー | 銅メダル     | 3分09秒47    | 3泳          |              |              |
| 2012         | NCAA選手権   | フェデラルウェイ     | 50y自由形            | 予選44位     | 20秒05       |              |              | [ 23 ]       |
| 2012         | NCAA選手権   | フェデラルウェイ     | 100y自由形           | B決勝6位     | 43秒45       |              |              | [ 23 ]       |
| 2012         | NCAA選手権   | フェデラルウェイ     | 100yバタフライ       | 銀メダル     | 45秒77       |              |              | [ 23 ]       |
| 2012         | NCAA選手権   | フェデラルウェイ     | 4x100yフリーリレー   | 6位          | 2分53秒61    | 1泳          |              | [ 23 ]       |
| 2012         | NCAA選手権   | フェデラルウェイ     | 4x50yメドレーリレー  | 金メダル     | 1分23秒53    | 3泳          | アメリカ記録 | [ 23 ]       |
| 2012         | NCAA選手権   | フェデラルウェイ     | 4x100yメドレーリレー | 銀メダル     | 3分04秒83    | 3泳          |              | [ 23 ]       |
| 2013         | Pac-12選手権 | フェデラルウェイ     | 50y自由形            | B決勝3位     | 20秒06       |              |              | [ 24 ]       |
| 2013         | Pac-12選手権 | フェデラルウェイ     | 100y自由形           | 8位          | 44秒05       |              |              | [ 24 ]       |
| 2013         | Pac-12選手権 | フェデラルウェイ     | 100yバタフライ       | 銅メダル     | 46秒16       |              |              | [ 24 ]       |
| 2013         | Pac-12選手権 | フェデラルウェイ     | 4x50yフリーリレー    | 4位          | 1分18秒60    | 3泳          |              | [ 24 ]       |
| 2013         | Pac-12選手権 | フェデラルウェイ     | 4x100yフリーリレー   | 銅メダル     | 2分53秒92    | 2泳          |              | [ 24 ]       |
| 2013         | Pac-12選手権 | フェデラルウェイ     | 4x50yメドレーリレー  | 銅メダル     | 1分24秒83    | 3泳          |              |              |
| 2013         | Pac-12選手権 | フェデラルウェイ     | 4x100yメドレーリレー | 銅メダル     | 3分06秒80    | 3泳          |              |              |
| 2013         | NCAA選手権   | インディアナポリス   | 50y自由形            | 予選19位     | 19秒68       |              |              | [ 25 ]       |
| 2013         | NCAA選手権   | インディアナポリス   | 100y自由形           | 予選26位     | 43秒37       |              |              | [ 25 ]       |
| 2013         | NCAA選手権   | インディアナポリス   | 100yバタフライ       | 6位          | 46秒11       |              |              | [ 25 ]       |
| 2013         | NCAA選手権   | インディアナポリス   | 4x50yフリーリレー    | 7位          | 1分17秒97    | 1泳          |              | [ 25 ]       |
| 2013         | NCAA選手権   | インディアナポリス   | 4x100yフリーリレー   | 8位          | 2分52秒81    | 1泳          |              | [ 25 ]       |
| 2013         | NCAA選手権   | インディアナポリス   | 4x50yメドレーリレー  | 銅メダル     | 1分23秒23    | 3泳          |              | [ 25 ]       |
| 2013         | NCAA選手権   | インディアナポリス   | 4x100yメドレーリレー | 金メダル     | 3分02秒09    | 3泳          |              | [ 25 ]       |
| 2014         | Pac-12選手権 | フェデラルウェイ     | 50y自由形            | C決勝6位     | 20秒16       |              |              | [ 26 ]       |
| 2014         | Pac-12選手権 | フェデラルウェイ     | 100y自由形           | B決勝4位     | 43秒76       |              |              | [ 26 ]       |
| 2014         | Pac-12選手権 | フェデラルウェイ     | 100yバタフライ       | 金メダル     | 45秒92       |              |              | [ 26 ]       |
| 2014         | Pac-12選手権 | フェデラルウェイ     | 4x50yフリーリレー    | 失格         | DSQ          | 1泳          |              | [ 26 ]       |
| 2014         | Pac-12選手権 | フェデラルウェイ     | 4x100yフリーリレー   | 銀メダル     | 2分52秒35    | 3泳          |              | [ 26 ]       |
| 2014         | Pac-12選手権 | フェデラルウェイ     | 4x50yメドレーリレー  | 金メダル     | 1分23秒50    | 3泳          | 大会記録     |              |
| 2014         | Pac-12選手権 | フェデラルウェイ     | 4x100yメドレーリレー | 金メダル     | 3分05秒68    | 3泳          |              |              |
| 2014         | NCAA選手権   | オースティン         | 100yバタフライ       | 4位          | 45秒43       |              |              | [ 27 ]       |
| 2014         | NCAA選手権   | オースティン         | 4x50yフリーリレー    | 4位          | 1分16秒67    | 2泳          |              | [ 27 ]       |
| 2014         | NCAA選手権   | オースティン         | 4x100yフリーリレー   | B決勝4位     | 2分52秒76    | 1泳          |              | [ 27 ]       |
| 2014         | NCAA選手権   | オースティン         | 4x200yフリーリレー   | 14位         | 6分22秒14    | 3泳          |              | [ 27 ]       |
| 2014         | NCAA選手権   | オースティン         | 4x50yメドレーリレー  | 決勝失格     | DSQ          | 3泳          |              | [ 27 ]       |
| 2014         | NCAA選手権   | オースティン         | 4x100yメドレーリレー | 予選失格     | DSQ          | 3泳          |              | [ 27 ]       |

## 記録

### 樹立したアメリカ記録
| 水路   | 種目                | 記録      | 泳順 | 日付          | 大会       | 場所             | 脚注  |
| ------ | ------------------- | --------- | ---- | ------------- | ---------- | ---------------- | ----- |
| 短水路 | 4x50yメドレーリレー | 1分23秒53 | 3泳  | 2012年3月23日 | NCAA選手権 | フェデラルウェイ | [ 8 ] |

### 自己ベスト
世界水泳連盟のウェブサイト、SwimSwam、SwimRankings.net参照
| 種目           | 記録   | 日付           | 大会                             | 場所               | 備考   |
| 長水路         | 長水路 | 長水路         | 長水路                           | 長水路             | 長水路 |
| -------------- | ------ | -------------- | -------------------------------- | ------------------ | ------ |
| 50m自由形      | 23秒21 | 2009年6月5日   | EST Summer Sizzler               | ボルチモア         |        |
| 100m自由形     | 49秒93 | 2013年6月25日  | 全米選手権                       | インディアナポリス |        |
| 50mバタフライ  | 23秒30 | 2015年6月20日  | アリーナ・プロ・スイム・シリーズ | サンタクララ       |        |
| 100mバタフライ | 51秒92 | 2015年7月24日  | アリゾナ州シニア選手権           | フェニックス       |        |
| 短水路         |        |                |                                  |                    |        |
| 50mバタフライ  | 22秒62 | 2014年10月24日 | ワールドカップ                   | 北京               |        |
| 100mバタフライ | 50秒69 | 2014年10月29日 | ワールドカップ                   | 東京               |        |